# Hapoel Ramat Gan Giv'atayim Football Club
Hapoel Ramat Gan Giv'atayim F.C. é uma equipe israelita de futebol com sede em Ramat Gan e Givatayim. Disputa a primeira divisão de Israel (Campeonato Israelense de Futebol).
Seus jogos são mandados no Estádio Ramat Gan, que possui capacidade para 13.370 espectadores.

## História

### Inicio
O clube foi fundado em 1927 durante a era do Mandato por colonos judeus em Ramat Gan. Após a independência, o clube foi colocado na primeira divisão.
Depois de uma série de acabamentos meio da tabela, eles foram relegados para a segunda divisão em 1959-60 depois de terminar de fundo. Em 1962-63, o clube foi promovido de volta à primeira divisão, e seguiu-o, tornando-se a primeira equipa a vencer o campeonato em sua primeira temporada após a promoção. O campeonato-winning contra Hapoel Petah Tikva foi assistido por público recorde de 9000 do clube. No entanto, esse sucesso provou ser seu apogeu, como eles foram ultrapassados pelos rivais da cidade Hakoah que foram campeões na temporada seguinte, e foi rebaixado ao final da temporada 1968-69.

### Anos 80
O início de 1980 foi uma época de yo-yo, como o clube foi promovido e imediatamente rebaixado duas vezes em sucessão 1979-80 a 1982-83. Em 1988-1989 eles ganharam a promoção novamente, mas novamente foi rebaixado imediatamente, sendo este o seu último período de tempo na primeira divisão.
Até o final da década de 1990, o clube tinha afundado Liga Artzit, da terceira divisão, embora eles fizeram pegar alguns pratas ao vencer a Copa do Toto para as equipes da terceira divisão em 1999-2000. Na mesma temporada, eles foram promovidos de volta para a segunda divisão.
Em 2002-03, Hapoel Ramat Gan tornou-se o primeiro time de fora da primeira divisão para ganhar a Copa do Estado, quando bateu o Hapoel Beer Sheva 5-4 nos pênaltis após um empate 1-1. A vitória também significou o clube se classificou para a Copa da UEFA.
Hapoel foram sacados contra Levski Sofia da Bulgária na primeira rodada. No entanto, por causa de uma proibição da UEFA sobre jogos em Israel no tempo (devido à situação de segurança), o clube teve que jogar sua partida em casa em Dunajská Streda, na Eslováquia. A "casa" jogo atraiu uma multidão de cerca de 300, e Hapoel perdeu o empate 5-0 no placar agregado (1-0, 4-0).
Na temporada seguinte, os custos de jogar na Europa ea perda de muitos dos melhores jogadores viram o clube de acabamento inferior da tabela, o que resultou em rebaixamento de volta para o terceiro nível. A dedução de 9 pontos para as questões financeiras no início da temporada 2005-06, resultou em mais uma temporada de luta, com o clube terminar um lugar acima rebaixamento. A temporada seguinte, ganhou o campeonato, e foi promovido de volta à Liga Leumit.
Em 2008-09, o clube foi promovido à Premier League israelense.

### Anos 2010
No final dos jogos regulares de 2009/2010 temporada, a equipe foi classificada em 11 º lugar, mas depois de virar meia sistema de pontos compensar diversos problemas de gestão é baixo para 14 lugar, prometendo apenas o jogo de playoff da liga restantes contra Hapoel Kfar Saba 0-1 depois aumentada. Verão de 2010 foi caracterizado pela incerteza econômica seguintes obrigações financeiras profissionais. Em 30 de junho, o proprietário Yaron Koris anunciou que a equipa vai continuar a jogar depois de as obrigações de cobertura por seus patrocinadores, e que ele deixa o grupo depois de quatro anos. Gestão do grupo foi transferido para o grupo de gestão liderada por Shahar Ben Ami deu Datner. Além disso, Yuval Naim saiu depois de cinco anos como treinador e foi substituído por Shlomi Dora. Em 15 de novembro de 2010, Dora foi demitido como devido ao ranking liga as equipas no último lugar na Premier League israelense por um longo tempo. Ele foi substituído por Zvika Zemach. e agora gerida por Freddy David, que levou a equipe a vencer a Copa do Leumit troféu Toto em 2011.
Hapoel Ramat Gan terminou a temporada regular 2010-11, na parte inferior da Divisão Premier israelense, com apenas oito pontos - dezessete pontos atrás do penultimately colocado Bnei Sakhnin. Eles já haviam sido deduzido quatro pontos devido a dobrar os contratos com os jogadores e funcionários em relação ao ano anterior. Eles, então, terminou no pé do mini-mesa de Play-Offs inferior e assim foram relegados para a Liga Leumit juntamente com Hapoel Ashkelon.
Em 2012-13, foram relegados da Premier League e ainda ganhou sua segunda Copa do Estado, ao derrotar Hapoel Ironi Kiryat Shmona 4-2 nos pênaltis após um empate 1-1.